# Henosferus
Henosferus es un género extinto de mamíferos prototerios  del Jurásico medio de Argentina. Henosferus molus es la única especie descrita y se encontró en la Formación de Cañadón Asfalto, Provincia de Chubut (Patagonia).